# Lébény
Lébény è un comune di 3 173 abitanti situato nella contea di Győr-Moson-Sopron, nell'Ungheria nordoccidentale.